# Saint-Jouan-des-Guérets

Saint-Jouan-des-Guérets este o comună în departamentul Ille-et-Vilaine, Franța. În 1 ianuarie 2022 avea o populație de 2.816 de locuitori.